# Jardín botánico El Albardinal
El jardín botánico El Albardinal es un jardín botánico que se encuentra en el parque natural de Cabo de Gata-Níjar, en el núcleo de Rodalquilar término municipal de Níjar en la provincia de Almería, España. 
El jardín depende administrativamente de la Junta de Andalucía.
Sus objetivos son los de preservar las especies vegetales almerienses en vías de extinción, las amenazadas y los endemismos, así como de favorecer el conocimiento del público en general del uso humano de su entorno vegetal.

## Etimología

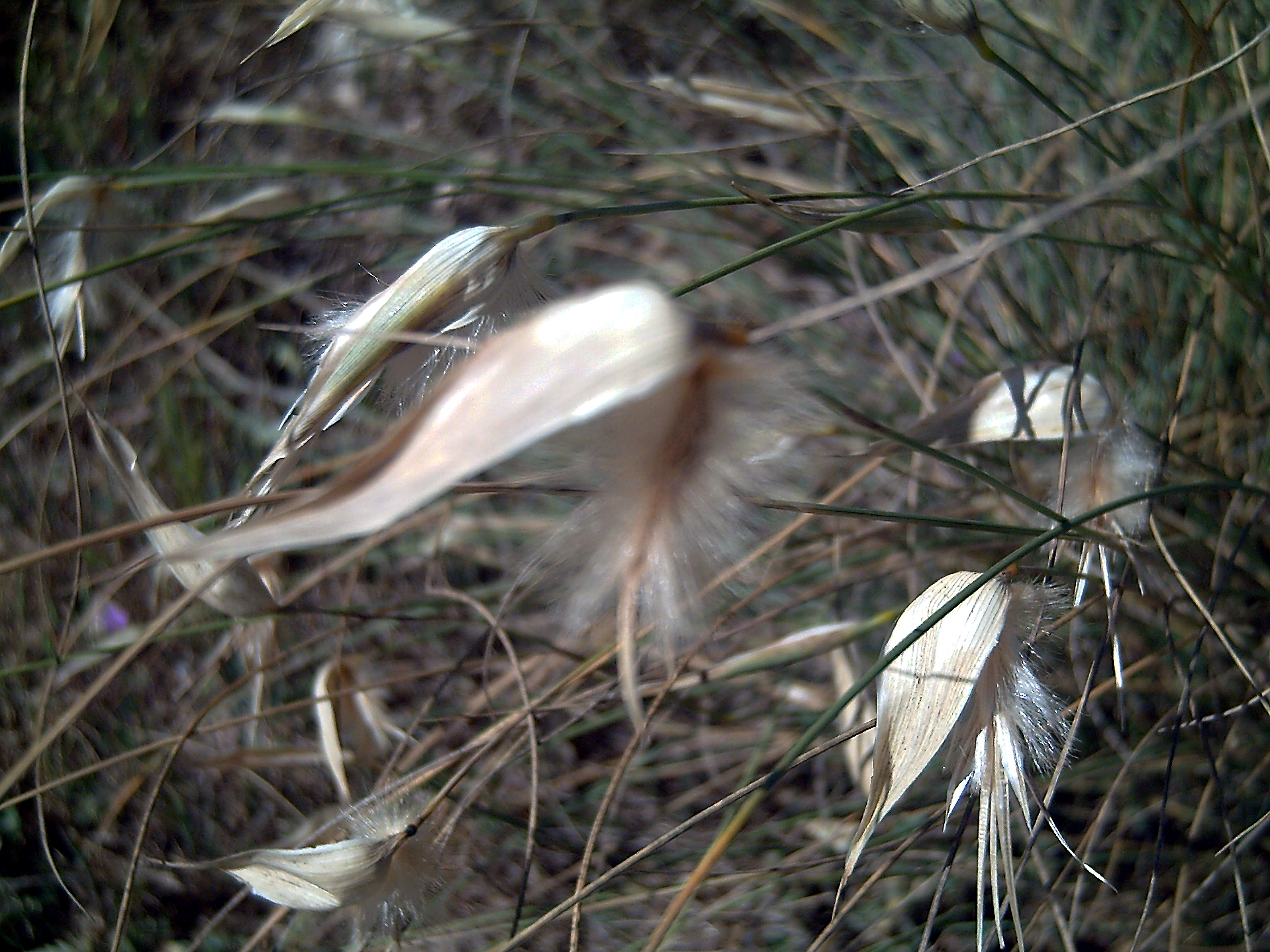
Plantas de albardín (Lygeum spartum), que dan nombre al jardín botánico

Se llama el Albardinal en honor a la planta llamada albardín (Lygeum spartum), planta que se encuentra en la zona parecida al esparto (Stipa tenacissima), que está perfectamente adaptada a suelos de escasísima humedad y de una gran salinidad. 

## Localización
Se encuentra en un paraje semidesértico de la parte sureste de la provincia de Almería. En terrenos propiedad de la Junta de Andalucía, en la localidad de Rodalquilar, término municipal de Níjar.
Para llegar, saliendo de Almería capital, circular por la autovía del Mediterráneo en dirección a Murcia, hasta llegar a la primera salida que señala parque natural de Cabo de Gata. Llegar a la antigua carretera entre San José y Almería. En dirección San José se encuentra un desvío hacia Rodalquilar.
El jardín botánico se encuentra en el mismo Rodalquilar, detrás de la iglesia.

## Colecciones
Con una extensión de 9 hectáreas albergaba diversos ecosistemas, secciones de vegetación, e incluso huertos cultivados.
En el jardín se dejó también una parte con Naturaleza virgen para que se despliegue en toda su riqueza y variedad, la vegetación propia del lugar.
En la parte expositiva, con el terreno dividido en cuadros y las plantas agrupadas en las siguientes secciones:
- Vegetación serial: Representaba las formaciones vegetales exclusivas de las zonas semiáridas de la península ibérica.
- Vegetación Azonal: Se desarrollaba cuando las condiciones de sequía, suelo, salinidad, etc. dominan sobre las condiciones ambientales del lugar.
- Cultivos tradicionales: Se nos mostraban de forma viva como el hombre ha sabido sacar provecho de lo que la Naturaleza le ofrece.
- Palmeras, Cactus y Crassulaceae: exposición de especies originarias de otras partes del mundo, adaptadas a vivir en condiciones de aridez extrema.

Detalles
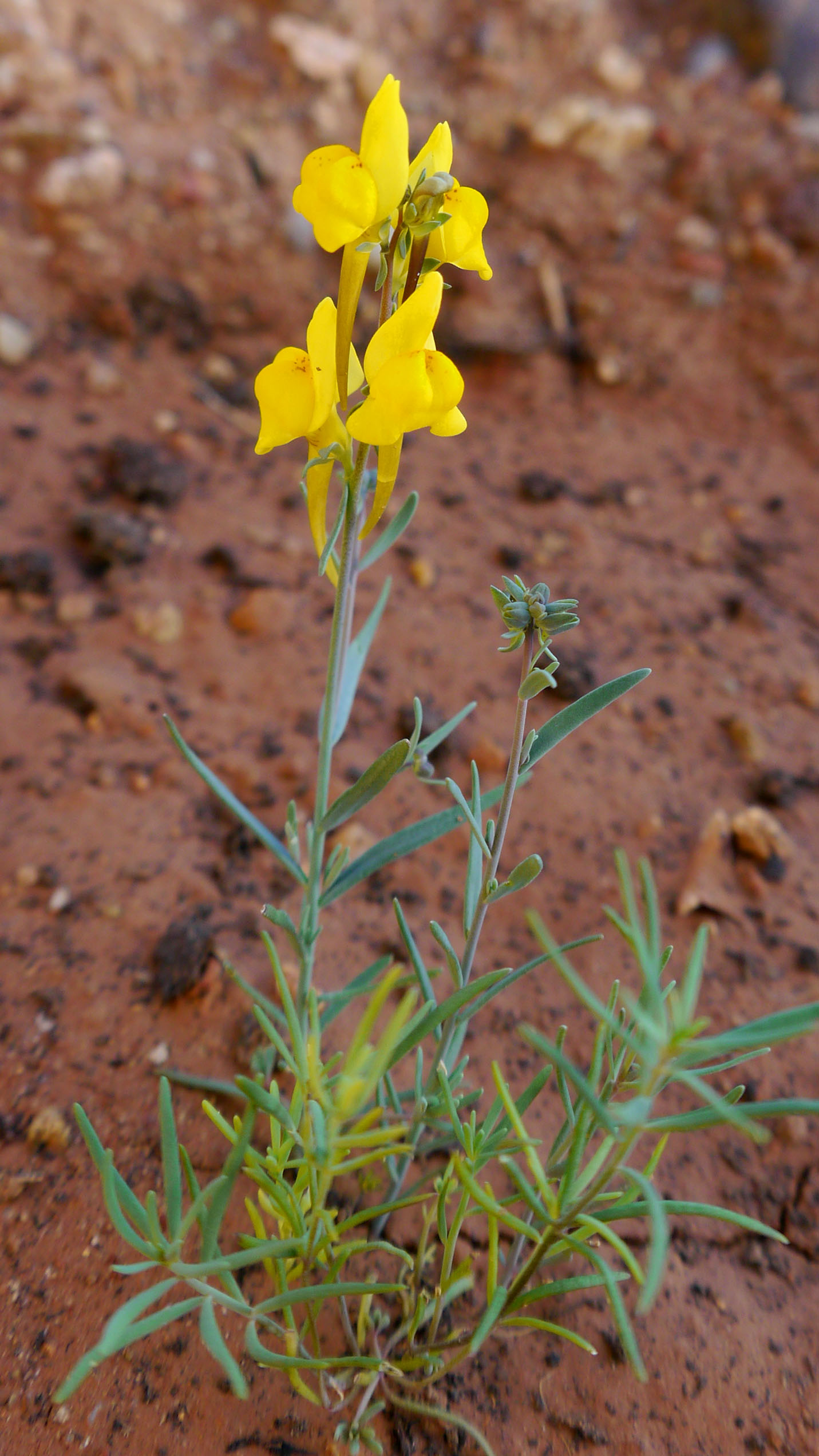
Linaria oligantha, en el jardín botánico.
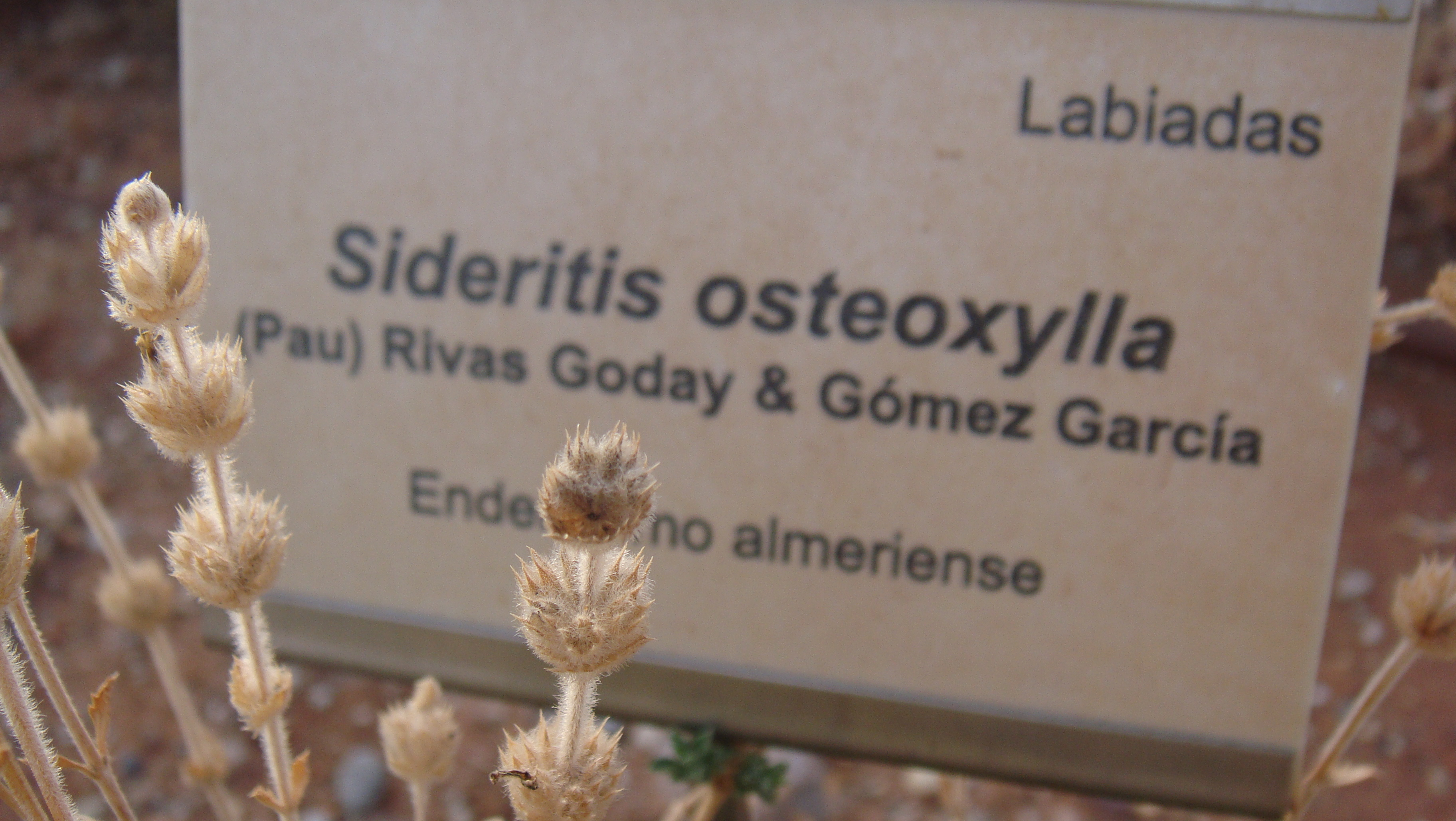
Un endemismo de Almería Sideritis osteoxylla, en el jardín botánico.
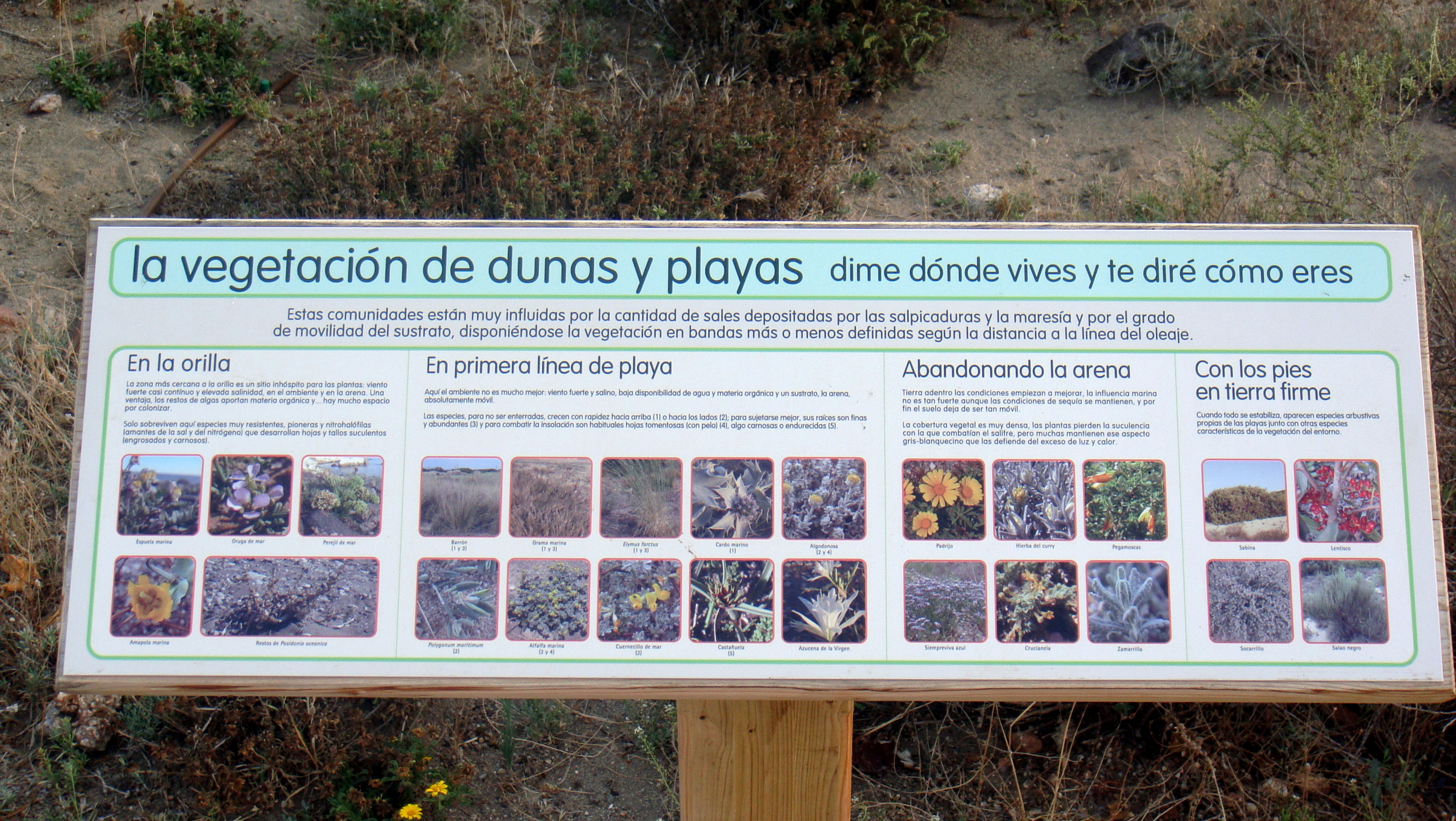
Panel informativo en el jardín botánico.
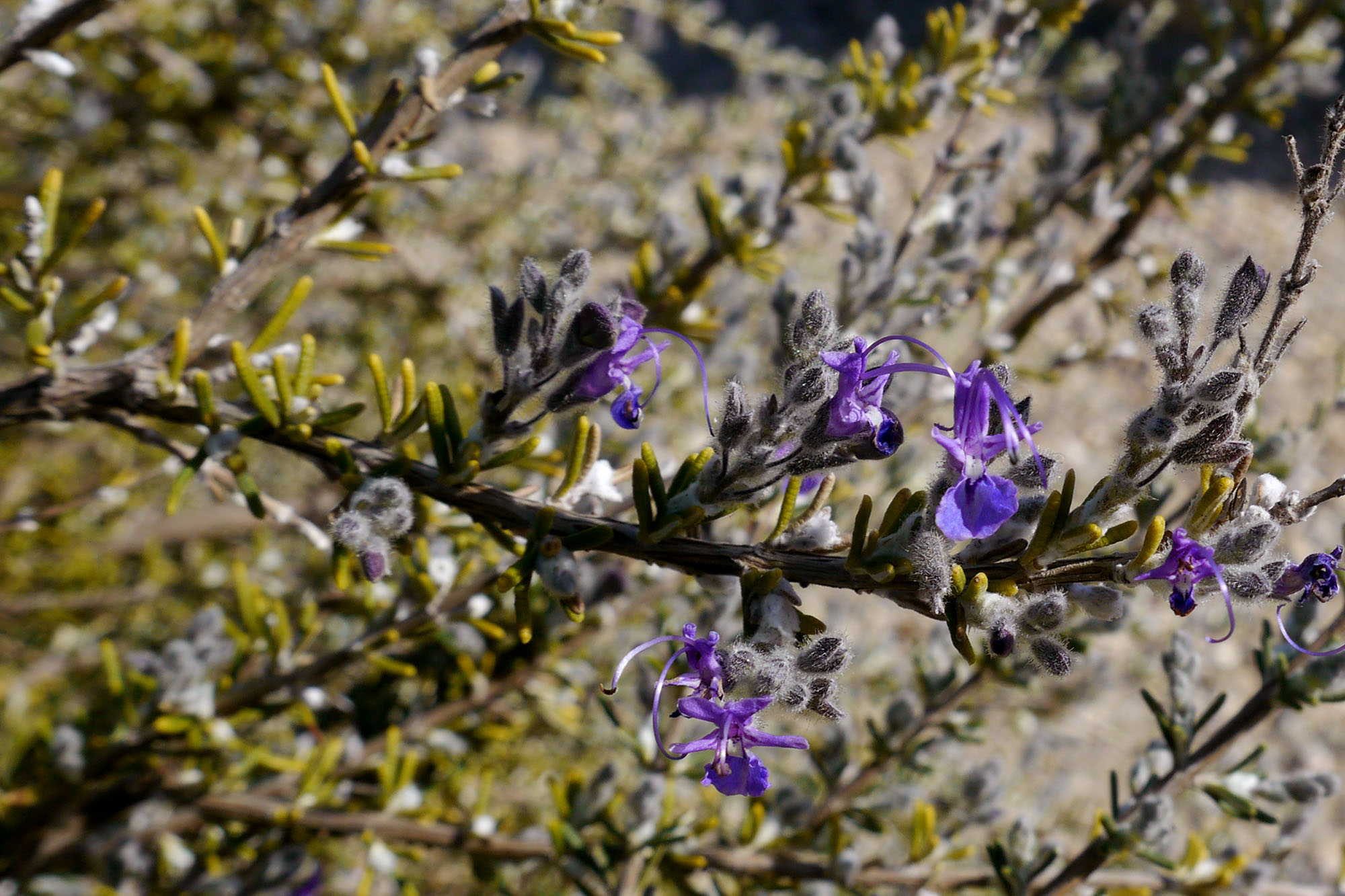
Salvia jordanii
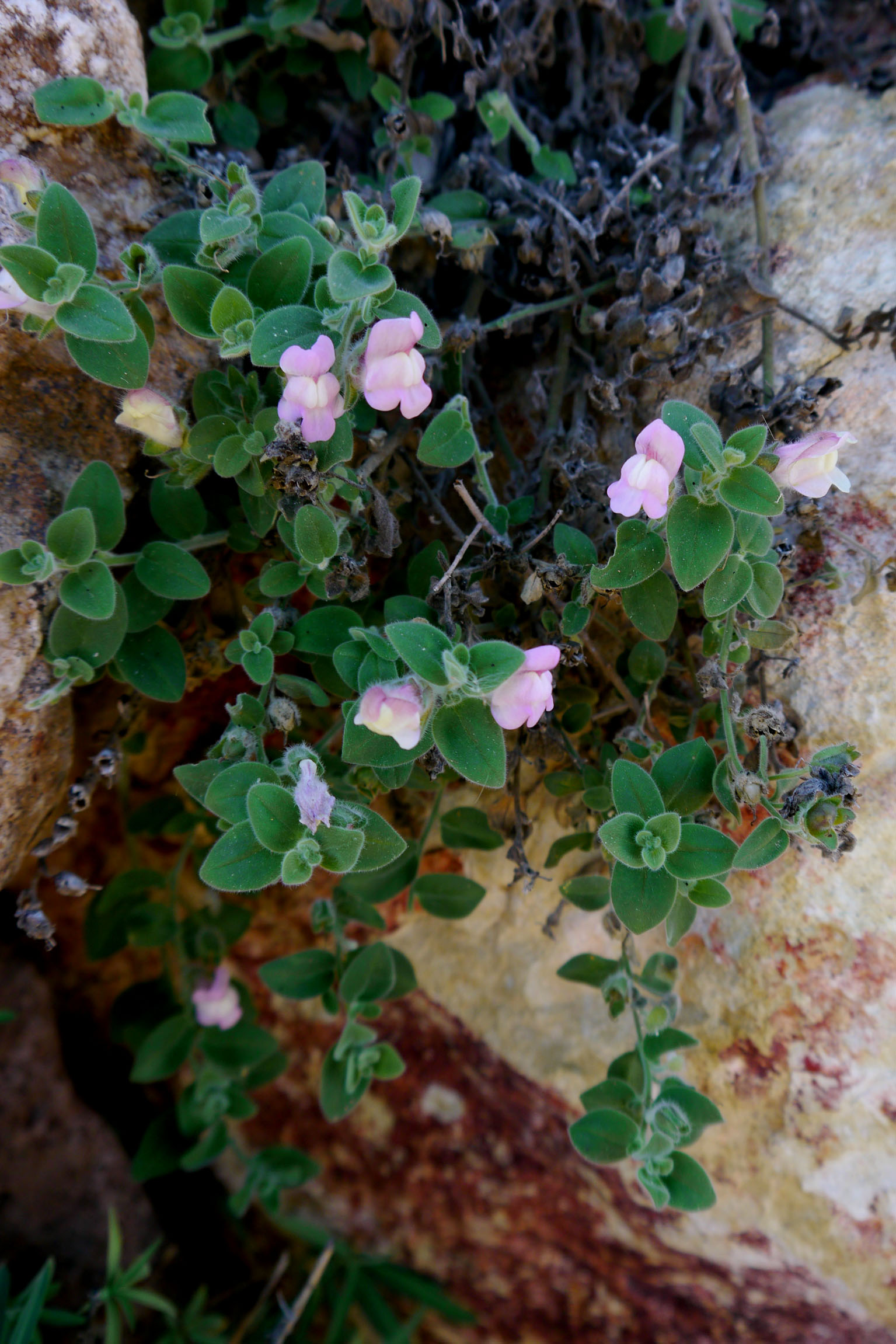
Antirrhinum hispanicum.